# St. Martin (Dietzenbach)

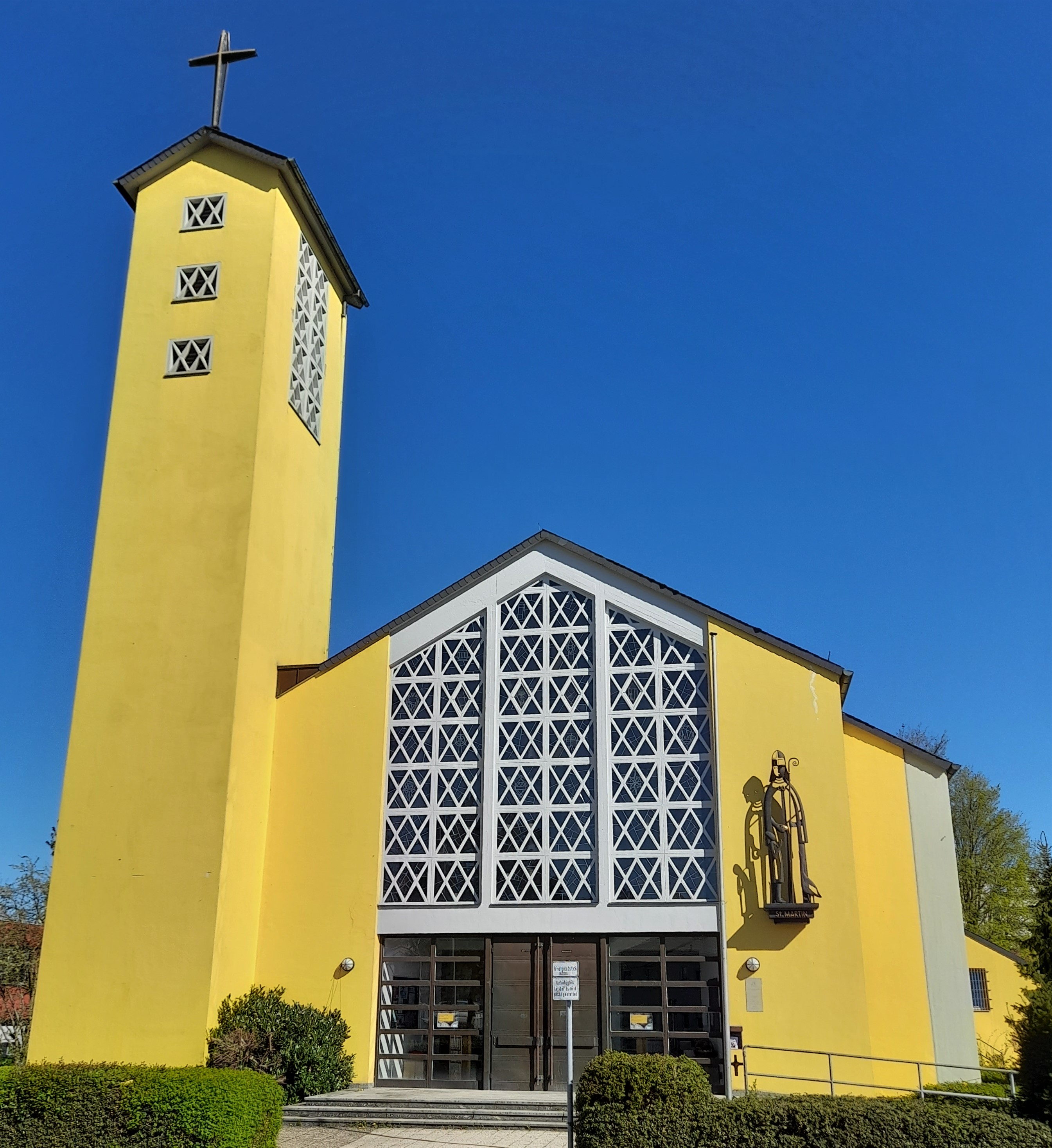
Die Pfarrkirche St. Martin in Dietzenbach, erbaut 1956–1957

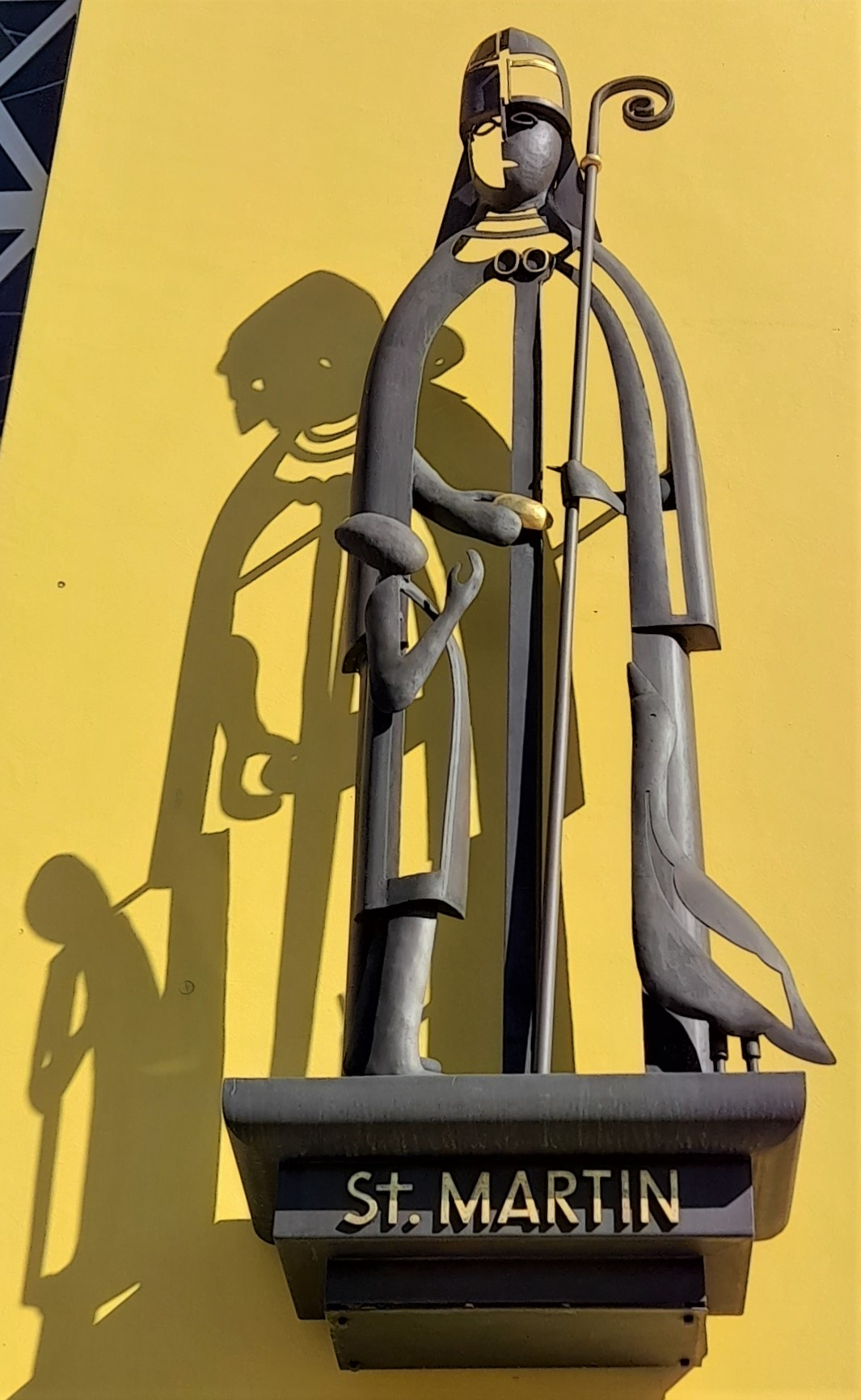
An der westlichen Außenwand neben dem Hauptportal befindet sich eine Figur des heiligen Martin, Schutzpatron der Kirche

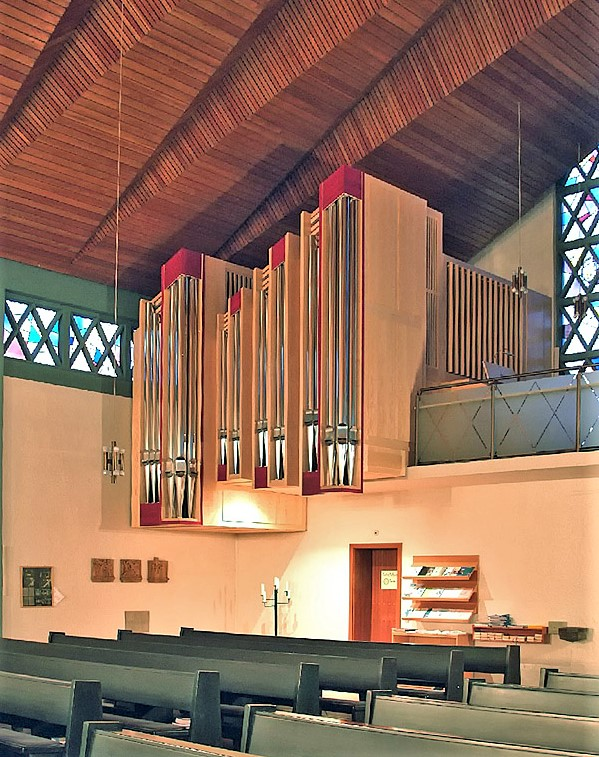
Die Mayer-Orgel, Opus 400

Die römisch-katholische Pfarrkirche St. Martin ist ein Kirchengebäude in Dietzenbach, einer Stadt im südhessischen Landkreis Offenbach. Sie gehört zum Pastoralraum Heusenstamm-Dietzenbach der Region Mainlinie im Bistum Mainz. Die im Stil der Moderne errichtete Kirche steht unter dem Patrozinium des heiligen Martin von Tours.

## Geschichte
Dietzenbach war seit der Durchführung der Reformation unter Philipp IV. von Hanau-Lichtenberg (reg. 1538–1590) ein evangelischer Ort. 1898 lebten in der Gemeinde nur neun katholische Einwohner. Obwohl Dietzenbach zur Pfarrei Ober-Roden gehörte, gingen die Dietzenbacher Katholiken bis Mitte der 1930er-Jahre ins näher gelegene Heusenstamm zur Kirche. Erst 1924 wurde Dietzenbach auch offiziell nach Heusenstamm umgepfarrt.
Am 11. Dezember 1932 wurde im Bahnhofsobergeschoss bei Familie Weygand der erste katholische Gottesdienst seit dem Ende der Reformation in Dietzenbach gefeiert. Das bischöfliche Ordinariat hatte dem Heusenstammer Pfarrer gestattet, einmal im Monat seine Filialgemeinde aufzusuchen, um dort einen Gottesdienst zu zelebrieren.
Bis zum Ende des Zweiten Weltkriegs wurden katholische Gottesdienste weiter bei Familie Weygand im Dietzenbacher Bahnhof gefeiert. Durch die Aufnahme vieler mehrheitlich katholischer Flüchtlinge und Vertriebener war dies jedoch ab 1946 nicht mehr möglich. Daher nutzte die im selben Jahr neugegründete katholische Pfarrgemeinde St. Martin übergangsweise die evangelische Christuskirche zur Feier der heiligen Messe.
Ab 1956 wurde die heutige Pfarrkirche St. Martin weitestgehend in Selbsthilfe errichtet. Die Grundsteinlegung für das im Stil einer Basilika errichtete Kirchengebäude fand am 17. Juni 1956 statt. Etwa ein Jahr später, am 1. Mai 1957, wurde die Kirche durch den Mainzer Bischof Albert Stohr dem heiligen Martin von Tours geweiht, da bereits vor der Reformation eine Martinskirche in Dietzenbach existiert hatte und der heilige Martin Schutzpatron von Dietzenbach gewesen war.

## Orgel
Die heutige Mayer-Orgel wurde 2006 gebaut und ersetzte ein Walcker-Serienpositiv. Sie ist die 400. Orgel der Orgelbaufirma Mayer, die die Werkstätte seit 1952 verlassen hat. Das Instrument verfügt über 23 Register, die auf zwei Manuale und Pedal verteilt sind.
| I Hauptwerk C–g3 |                 |       |
| 1.               | Bourdon         | 16′   |
| 2.               | Prinzipal       | 08′   |
| 3.               | Harmonieflöte   | 08′   |
| 4.               | Oktave          | 04′   |
| 5.               | Flûte allemande | 04′   |
| 6.               | Superoktave     | 02′   |
| 7.               | Mixtur          | 1 ⁄3′ |
| 8.               | Trompete        | 08′   |
|                  | Tremulant       |       |

| II Schwellwerk C–g3 |                  |        |
| 9.                  | Bourdon          | 08′    |
| 10.                 | Salicional       | 08′    |
| 11.                 | Voix céleste     | 08′    |
| 12.                 | Flûte octaviante | 04′    |
| 13.                 | Prestant         | 04′    |
| 14.                 | Nazard           | 2 ⁄3′  |
| 15.                 | Doublette        | 02′    |
| 26.                 | Tierce           | 1 3⁄5′ |
| 17.                 | Plein jeu IV     | 02′    |
| 18.                 | Hautbois         | 08′    |
|                     | Tremulant        |        |

| Pedal C–f1 |               |     |
| 19.        | Subbass       | 16′ |
| 20.        | Weitprinzipal | 08′ |
| 21.        | Gedeckt       | 08′ |
| 22.        | Jubaloktav    | 04′ |
| 23.        | Bombarde      | 16′ |

- Koppeln: II/I, I/P, II/P
- Setzeranlage mit 4096 Kombinationen auf 2 × 32 Ebenen
- Spielhilfen: Kuckuck